# Оттокар Керншток
Оттокар Керншток (нім. Ottokar Kernstock), справжнє ім'я — Отто Керншток (25 липня 1848, Марибор — 5 листопада 1928, Шлос-Фестенбург, Штирія) — австрійський поет, католицький священик.

## Життя та творчість
Народився 25 липня 1848 року у місті Марибор, навчався у гімназії Ґраца. Писав вірші у помпезно-архаїчному стилі, пройняті ідеями німецького націоналізму. Гімном Австрії
у 1929—1938 роках були його вірші, покладені на музику німецького гімну Deutschland, Deutschland über alles. Вітав нацистський рух, написав на його честь гімн Das Hakenkreuz im weißen Feld (композитор Ганс Ганссер). Після звільнення Австрії від нацизму його ім'я поступово забувається; лише деякі об'єкти, названі колись на його честь, зберегли до теперішнього часу його ім'я.

## Твори
- Verloren und Wiedergefunden, Märchen, 1894
- Die wehrhafte Nachtigall, 1900
- Aus dem Zwingergärtlein, 1901
- Unter der Linde, 1905
- Turmschwalben, 1908
- Aus der Festenburg, 1911
- Tageweisen, 1912
- Schwertlilien aus dem Zwingergärtlein, 1915
- Steirischer Waffensegen, 1916
- Der redende Born, 1922

## Увічнення пам'яті

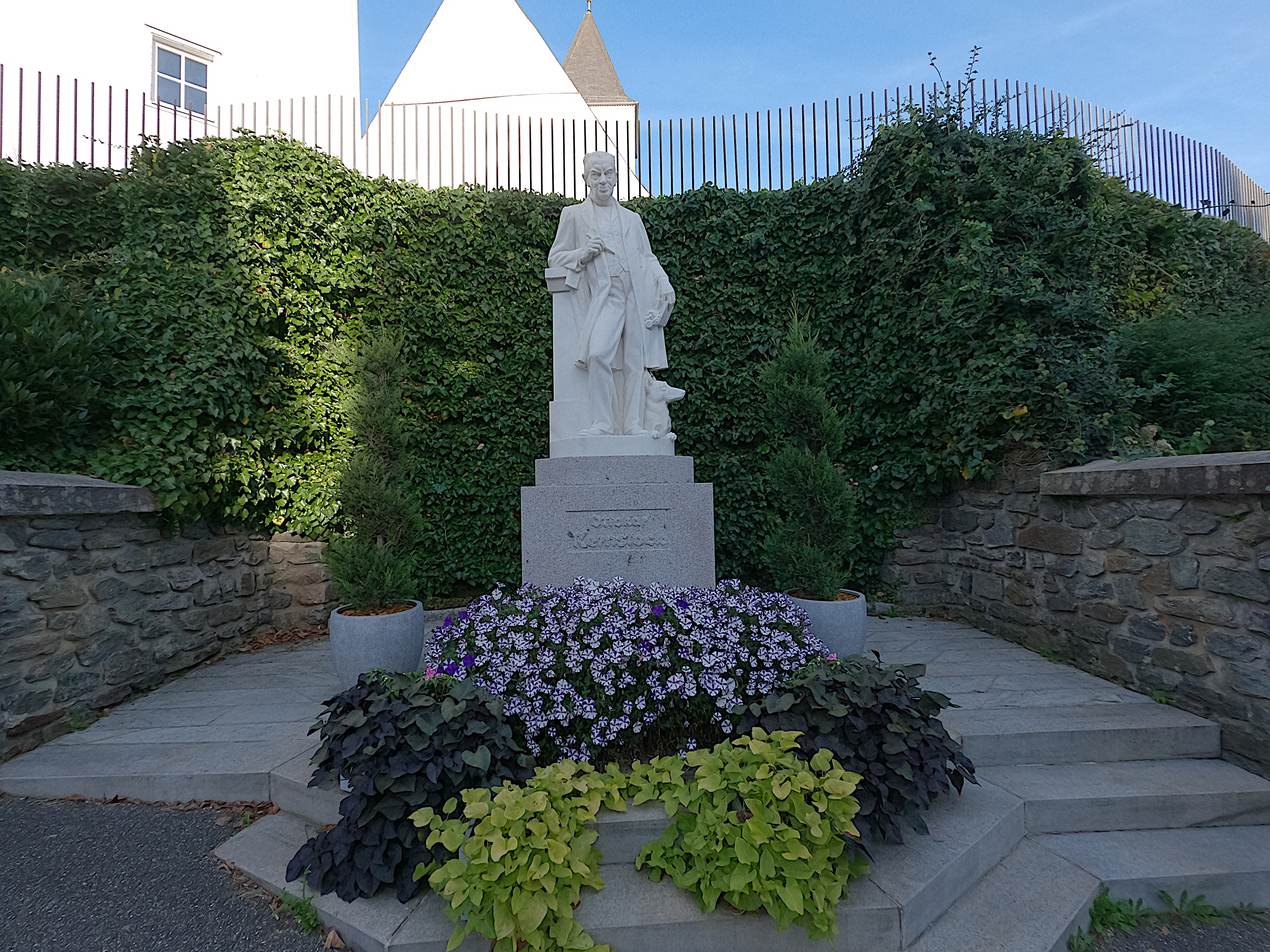
Пам'ятник Оттокару Кернштоку в Ворау
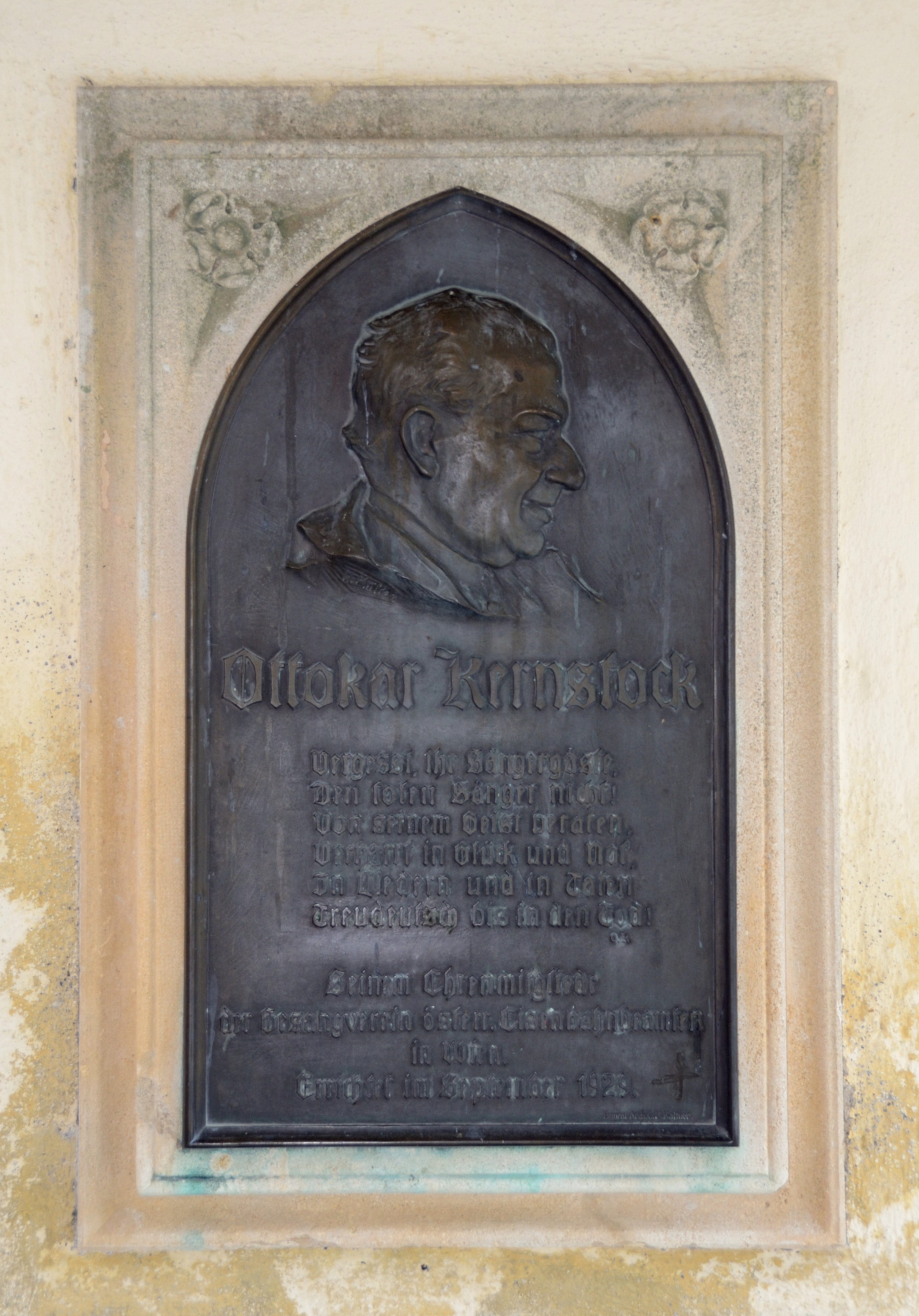
Меморіальна табличка Оттокару Кернштоку у монастирі Фестенбург
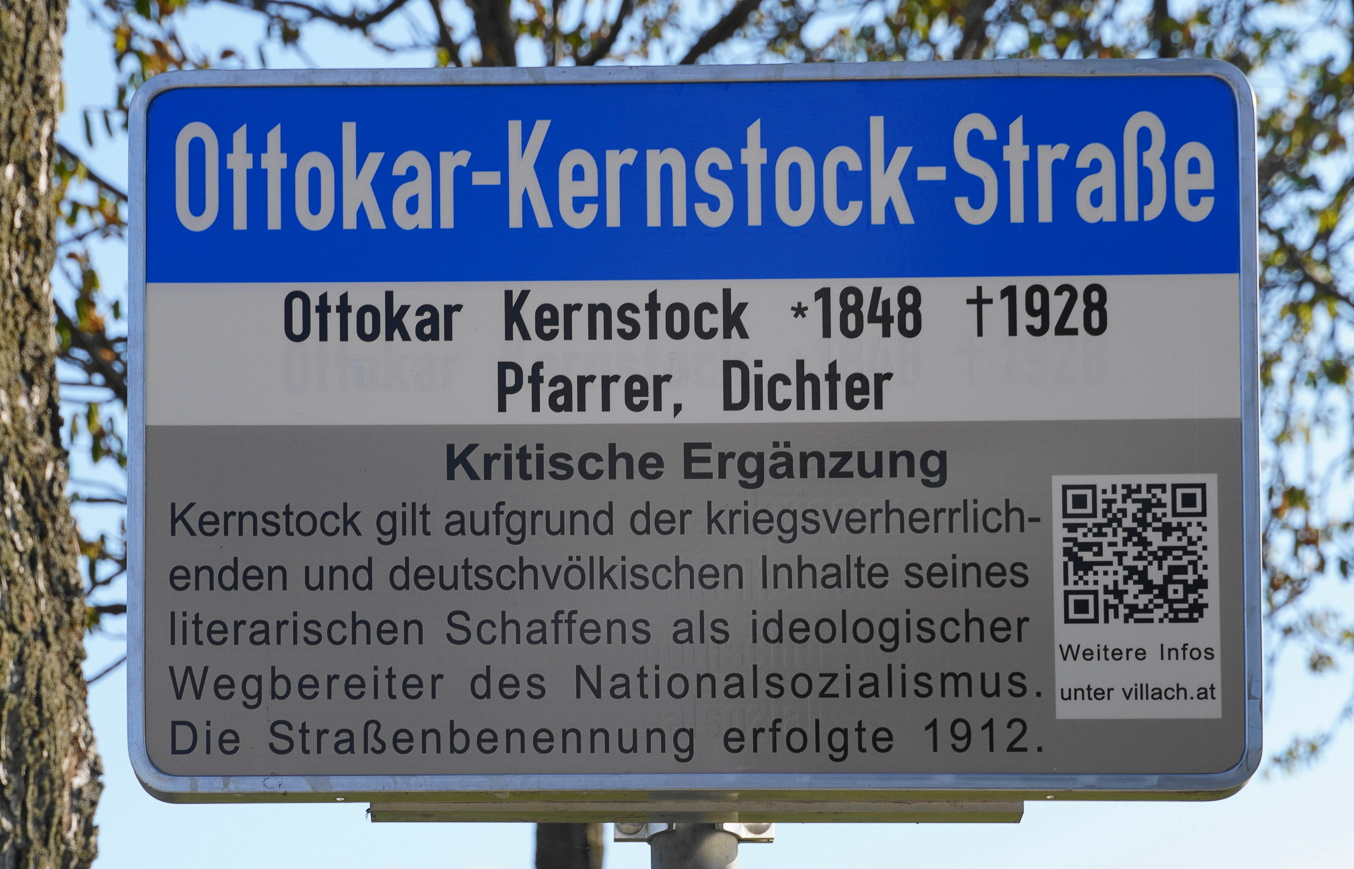
вулиця Оттокара Кернштока у Філлаху

Оттокар Керншток був почесним громадянином міста Марибр, але 24 червня 2020 року рішення про присвоєння йому цього почесного звання було скасоване.